# Valtorps IF

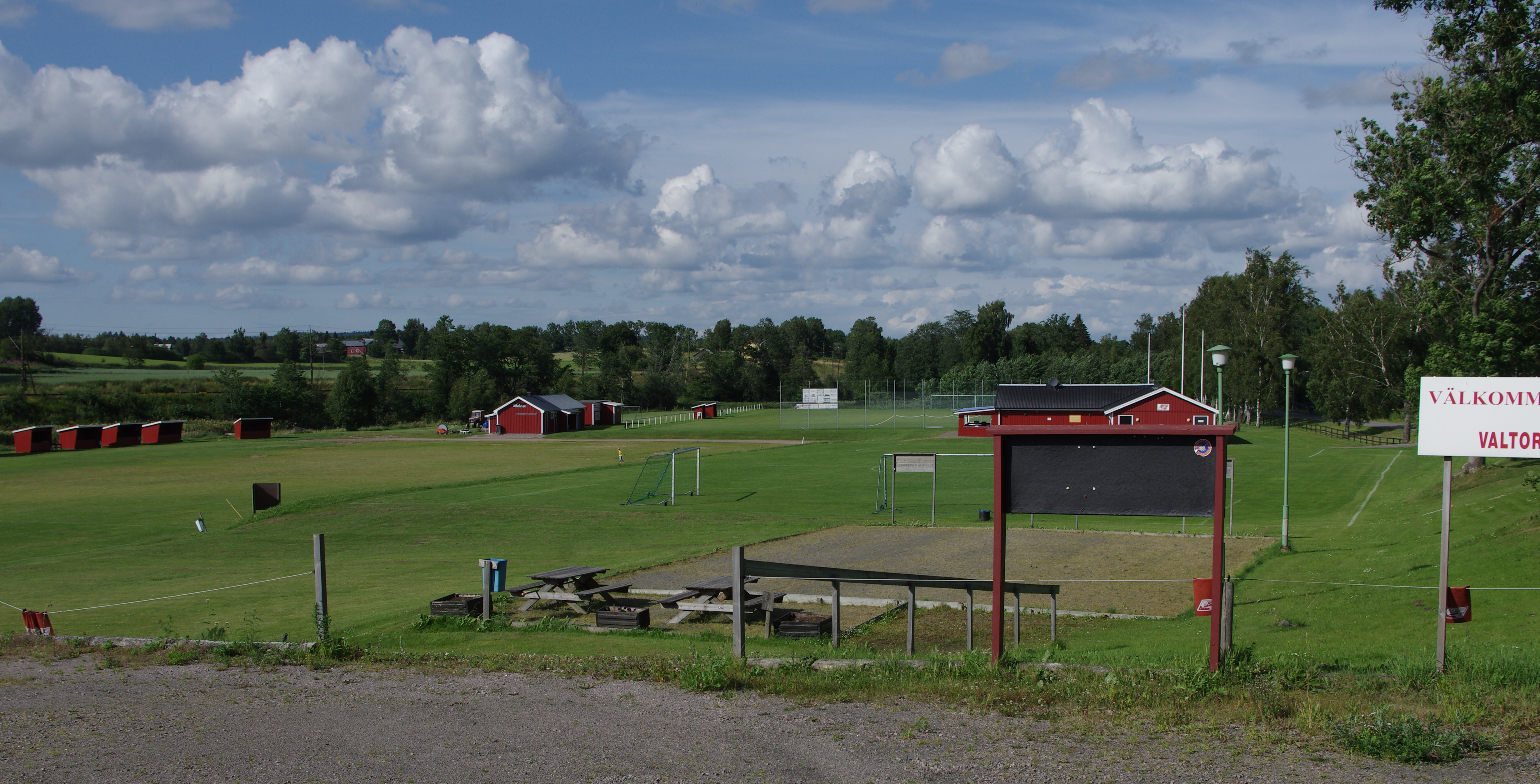
Brovalla IP

Valtorps idrottsförening, bildad 30 juli 1946, är en idrottsförening från Valtorp i Falköpings kommun med huvudinriktning mot fotboll. Valtorps IF spelar sina hemmamatcher på Brovalla IP, som ligger intill ån Slafsan som mynnar ut i Hornborgasjön. 2001 är föreningens mest framgångsrika år genom tiderna då man placerade sig på 3:e plats i division 4 efter IFK Mariestad och Jula BK. Jonny Hägerå som är den mest meriterade spelaren som spelat i Valtorps IF, spelade och tränade i klubben 2006-2007

## Valtorps IF grundande
Folkskolläraren Sune Linderholm valdes till Valtorps IF:s första ordförande efter att ett gäng grabbar på sommaren 1946 beslutat sig för att bilda en idrottsförening. Redan första mötet för klubben beslutade man sig för att anmäla ett fotbollslag till Billingsortens pokalserie. Hemmamatcherna spelades på Rössberga idrottsplats. Laget skötte sig bra i serien och stod till slut som segrare. Från starten hade Valtorps IF 20 medlemmar men redan 1951 hade föreningen 52 betalande medlemmar. I och med detta var föreningens fortlevnad räddad.

## Rekord
Flest antal A-lagsmatcher
1. Joakim Gabrielsson, 347
2. Tommy Andersson, 347
3. Jonas Niklasson, 334
4. Jan-Olof "Jofa" Gabrielsson, 303
5. Hasse Johansson, 301
6. Ingvar Pettersson, 276
7. Håkan Svensson, 271
8. Roger "Herpe" Hermansson, 270
9. Mattias Almberg, 265
10. Bo Gustavsson, 254

Flest antal A-lagsmål
1. Håkan Svensson, 178
2. Niklas Pettersson, 151
3. Ingvar Pettersson, 133
4. Bo Gustavsson, 125
5. Karl-Göran Pettersson och Johan Henriksson, 93
6. Roger Hermansson, 84
7. Lennart Setterberg, 80
8. Andreas Pettersson. 79
9. Peter Svensson, 78
10. Jörgen Bäck, 69

## Tränare
| - 2019- Tommy Andersson, Marcus Sundberg och Viktor Fränberg - 2017-2018 Tommy Andersson och Edvin Olsson - 2016 Tommy Andersson, Edvin Olsson och Johan Henriksson - 2014-2015 Tommy Andersson, Johan Henriksson och Harald Svensson - 2013 Mattias Stridh - 2012 Peter Fogelberg - 2010-2011 Christian Joelsson - 2008-2009 Joakim Gabrielsson - 2006-2007 Thomas Billengren och Jonny Hägerå - 2005 Ove Nielsén - 2003-2004 Mikael Lindgren - 2001-2002 Thomas Billengren - 1999-2000 Christer Henriksson - 1997-1998 Mikael Lindgren | - 1994-1996 Niklas Pettersson - 1991-1993 Björn Ottosson - 1988-1990 Lasse Lundh - 1987-1990 Torbjörn Westerling - 1987 Tomas Johansson - 1985-1986 Sven-Rune Ljungqvist - 1983-1984 Bengt Gransing - 1978-1982 Bernt Palmqvist - 1976-1977 Nisse Lundh - 1975 Lars-Erik Svensson - 1972-1974 Nisse Lundh - 1971 Bo "Fluga" Gustavsson | - 1970 Uno Kron - 1969 Stig Pettersson - 1968 Carl-Axel "Cas" Stenberg - 1965-1967 Arne Westerling - 1963-1964 Erik Andreasson - 1959-1962 Lennart "Kanon" Fronth - 1956-1958 Gunnar Olofsson - 1946-1955 Olle Andersson, Lars Larsson, Ingemar Gladh och Ingemar Larsson |